# Стенбрюн-ле-Ба
Стенбрю́н-ле-Ба (фр. Steinbrunn-le-Bas) — коммуна на северо-востоке Франции в регионе Гранд-Эст (бывший Эльзас — Шампань — Арденны — Лотарингия), департамент Верхний Рейн, округ Мюлуз, кантон Брёнстат. До марта 2015 года коммуна административно входила в состав упразднённого кантона Сирентс (округ Мюлуз).
Площадь коммуны — 8,58 км², население — 643 человека (2006) с тенденцией к стабилизации: 649 человек (2012), плотность населения — 75,6 чел/км².

## Население
Численность населения коммуны в 2011 году составляла 641 человек, а в 2012 году — 649 человек.
| 1962 | 1968 | 1975 | 1982 | 1990 | 1999 | 2006 | 2008 | 2011 | 2012 |
| ---- | ---- | ---- | ---- | ---- | ---- | ---- | ---- | ---- | ---- |
| 509  | 517  | 535  | 572  | 618  | 645  | 643  | 643  | 641  | 649  |

Динамика населения:

## Экономика
В 2010 году из 414 человек трудоспособного возраста (от 15 до 64 лет) 309 были экономически активными, 105 — неактивными (показатель активности 74,6 %, в 1999 году — 72,1 %). Из 309 активных трудоспособных жителей работали 293 человека (153 мужчины и 140 женщин), 16 числились безработными (13 мужчин и 3 женщины). Среди 105 трудоспособных неактивных граждан 37 были учениками либо студентами, 35 — пенсионерами, а ещё 33 — были неактивны в силу других причин.
На протяжении 2011 года в коммуне числилось 278 облагаемых налогом домохозяйств, в которых проживало 637,5 человек. При этом медиана доходов составила 29092 евро на одного налогоплательщика.

## Достопримечательности (фотогалерея)

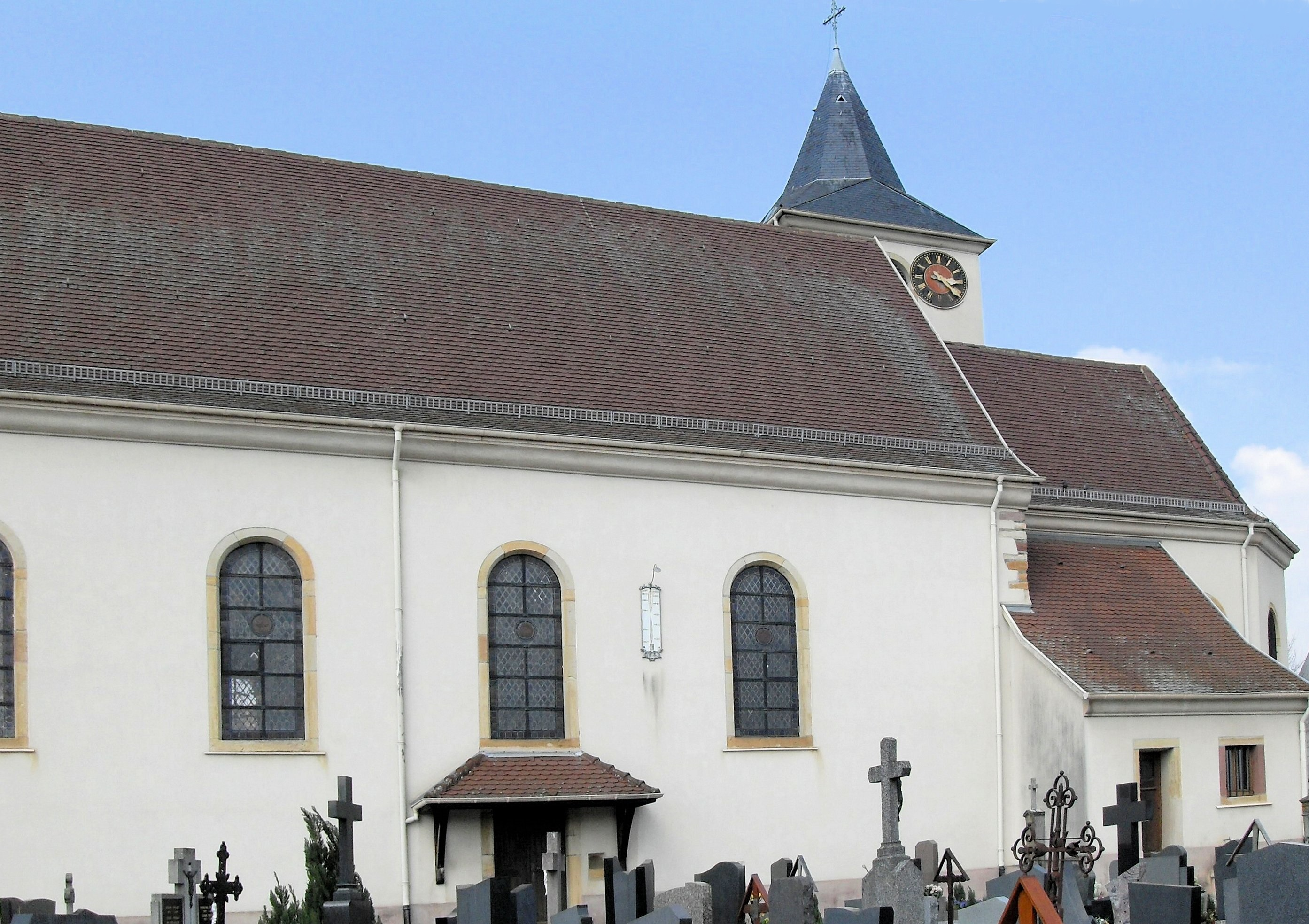
Церковь
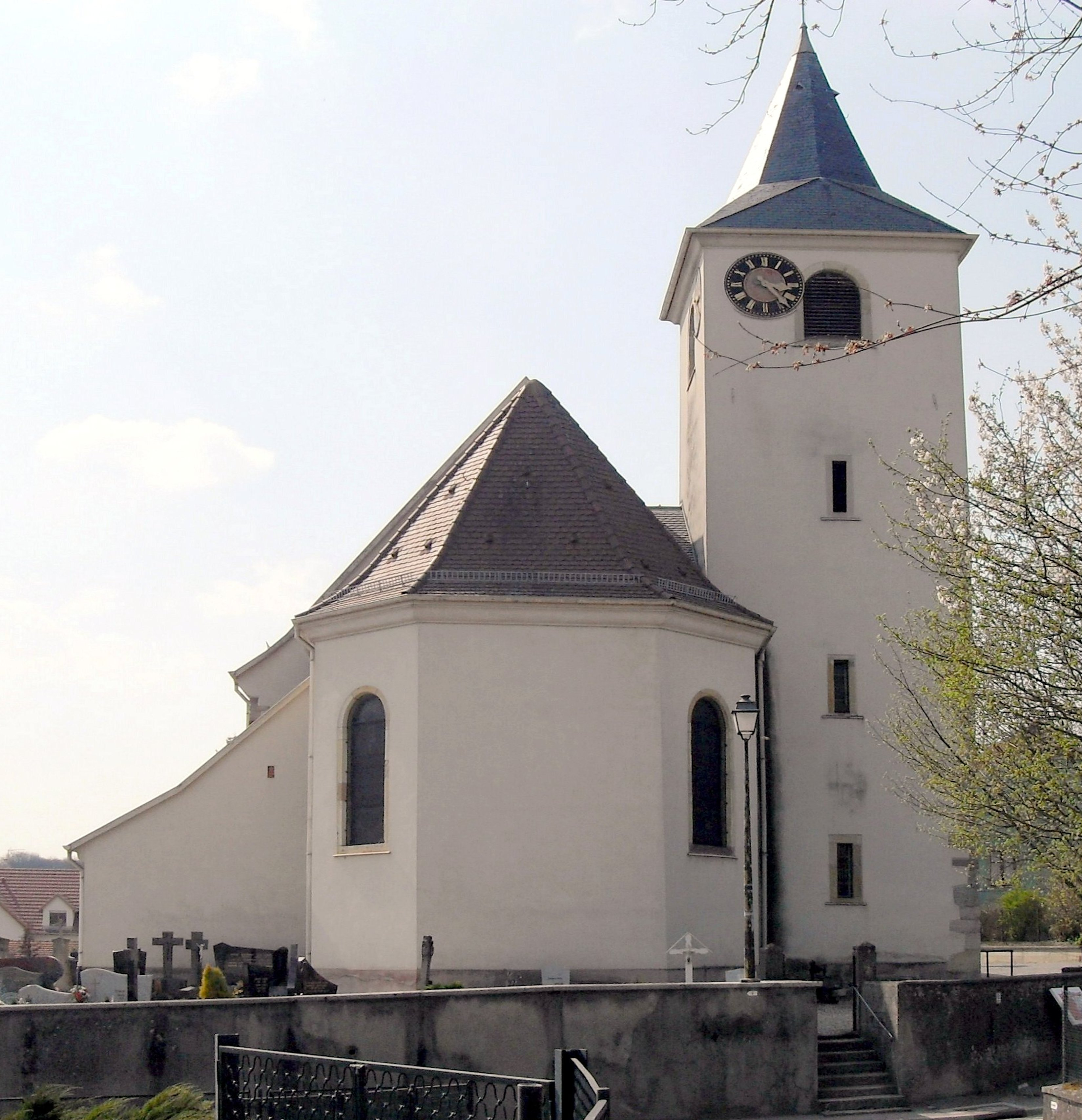
Колокольня